# 金献陵
献陵，是中国金朝开国皇帝金太祖的叔父完颜盈歌的陵墓。
天会十四年（1135年），金熙宗即位后，追尊完颜盈歌谥号为孝平皇帝，庙号穆宗。皇统四年（1144年），称他在金上京（今黑龙江省阿城市白城子）附近的墓葬地为献陵。正隆元年（1156年），完颜亮将完颜盈歌改葬于大房山（今北京市房山区），陵号依然是献陵。明朝末年，因为后金反明，被明朝政府破坏。